# Macrostemum negrense
Macrostemum negrense är en nattsländeart som beskrevs av Oliver S. Flint Jr. 1978. Macrostemum negrense ingår i släktet Macrostemum och familjen ryssjenattsländor. Inga underarter finns listade i Catalogue of Life.

## Bildgalleri

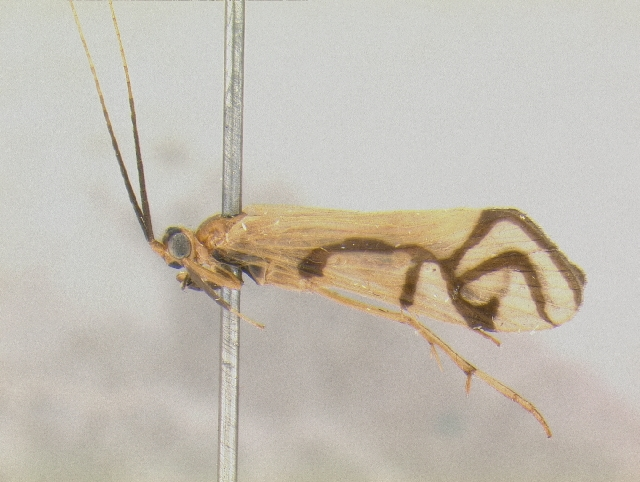